# Louis Boyer (homme politique)
Pour les articles homonymes, voir Louis Boyer et Boyer.
Louis Boyer, né le 13 novembre 1921 à Castillon-la-Bataille et mort le 11 mai 2017 à Gien, est un homme politique français, membre des Républicains indépendants (RI) puis de l'Union pour la démocratie française (UDF).

## Biographie
Louis Boyer naît le 13 novembre 1921. Il est médecin de profession.
Il est maire de Gien, dans le Loiret, entre 1959 et 1995 et conseiller général du canton de Gien entre 1964 et 1994. Il est élu sénateur du Loiret le 22 septembre 1974, réélu en 1983 et 1992 
. Il est notamment vice-président de la commission des affaires sociales au cours de ses mandats de sénateur.
Le stade de la ville de Gien porte son nom depuis le mois de juin 2014.
Il meurt le 11 mai 2017, dans sa quatre-vingt-seizième année.